# Лус (станция)
Станция Лус (порт. Estação da Luz, istaˈsɐ̃w̃ da ˈlus) — железнодорожная станция в округе Бон-Ретиру города Сан-Паулу, Бразилия. Станция является терминалом для пригородных поездов CPTM и метро Сан-Паулу, объединяя многие линии обеих систем. Станция также известна Музеем португальского языка, открытым в её здании в 2006 году.

## История
Станция была построена в конце 19 века как главный терминал железной дороги Сан-Паулу. В течение первых десятилетий 20 века она была главными воротами в город, благодаря чему она имела большое экономическое значение как главный транспортный узел, куда доставлялся кофе с плантаций штата для перевозки до порта Сантус и экспорта, а во внутреннем направлении привозились все импортные товары.
Современное здание было открыто в 1901 году. За образец была взята станция Флиндерс-Стрит в Мельбурне, построенная по проекту английского архитектора Генри Драйвера под руководством компании Walter Macfarlane & Co из Глазго. Материалы для строительства преимущественно поставлялись из Великобритании.
В 1940-х годах станция пострадала от пожара и была перестроена, в неё был добавлен ещё один этаж. С тех пор железнодорожный транспорт в Бразилии потерял большое значение, также как и округ Лус, что привело к потере значения и станцией. Однако в 1990-х и 2000-х годах с развитием новых транспортных систем города и ростом его экономического значения станция вновь получила развитие и была перестроена.

## Культурное значение

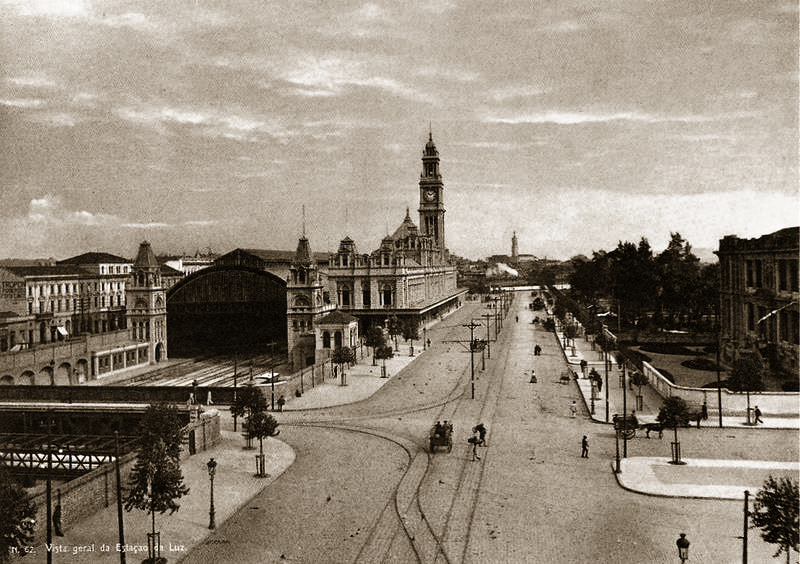
Станция Лус в 1900 году

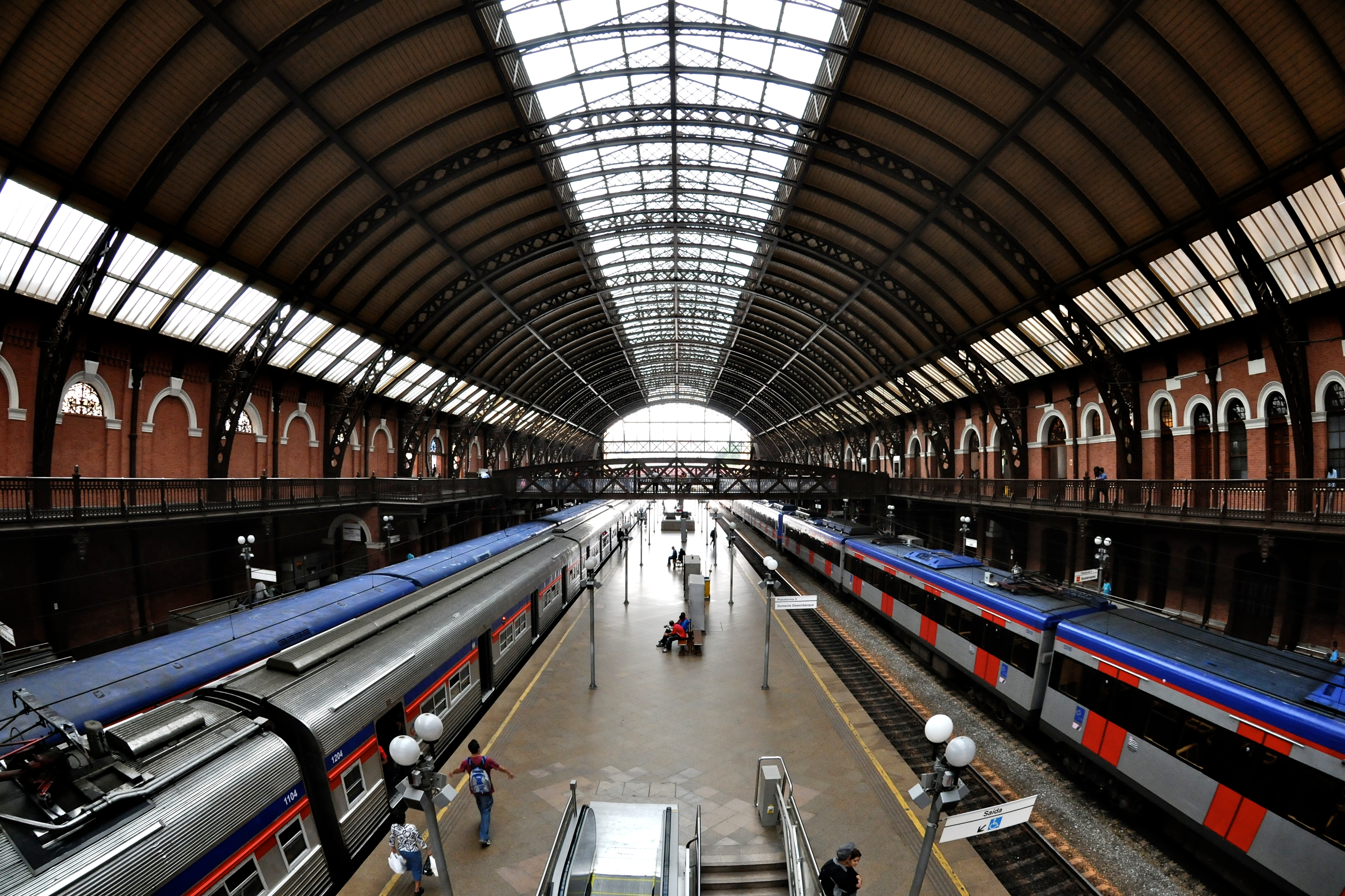
Интерьер станции

В течение десятилетий станция доминировала над ландшафтом города, а с часами на её башне сверялись все часы города. Также станция остается архитектурным памятником, показывающим влияние традиционной архитектуры района города. Во многом она определяла лицо города.
Со строительством метро Сан-Паулу в 1970-е годы, у станции был построен монумент Ромус ди Азеведо, изменивший облик района и добавивший монументальности станции.

## Транспортные линии

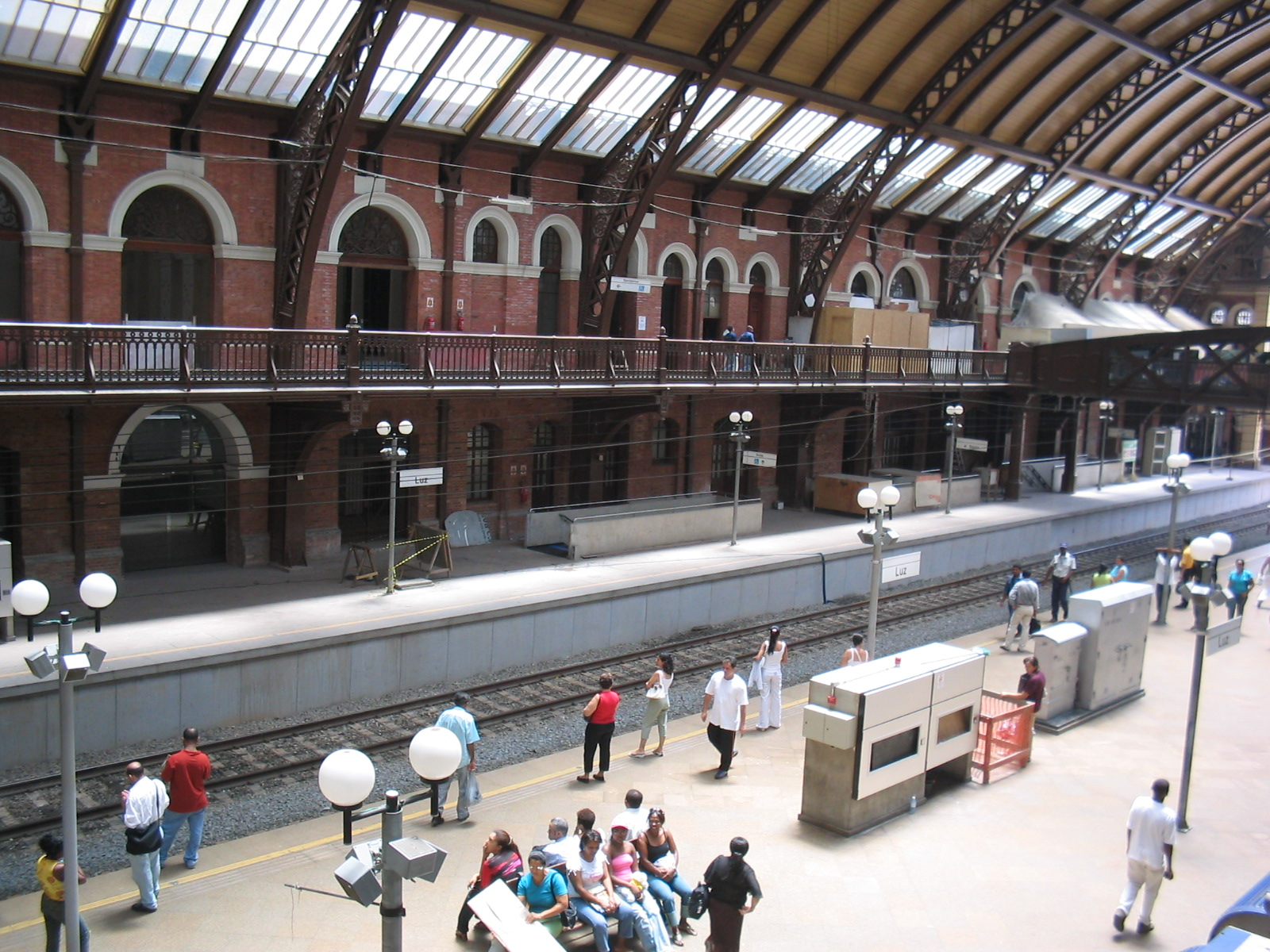

Станция Лус является второй по пассажиропотоку станцией городского транспорта Сан-Паулу и станцией, через которую проходит наибольшее число линий: линии 7, 10 и 11 CPTM и линии 1 и 4 метро.

### Действующие линии
| Линия         | Конечные станции          | Число станций | Главные направления                                                                       | Время движения (мин) | Интервалы (мин) | Время работы                                    |
| ------------- | ------------------------- | ------------- | ----------------------------------------------------------------------------------------- | -------------------- | --------------- | ----------------------------------------------- |
| 1 Синяя       | Тукуруви ↔ Жабакуара      | 23            | «Метро»                                                                                   | 44                   | 1-10            | Ежедневно, с 4:30 до 0:32.                      |
| 4 Желтая      | Лус ↔ Вила-Сониа          | 11            | «Метро»                                                                                   | -                    | -               | «Строится»                                      |
| 7 Рубиновая   | Лус ↔ Жундиаи             | 18            | Каейрас, Франку-да-Роша, Франсиску-Морату, Кампу-Лимпу-Паулиста, Варзеа-Паулиста, Жундиаи | 75                   | 8-22            | Ежедневно, с 4:00 до 0:00 (в субботу до 01:00). |
| 10 Бирюзова   | Лус ↔ Риу-Гранди-да-Серра | 14            | Санту-Андре, Сан-Каэтану-ду-Сул, Мауа, Рибейран-Прету, Риу-Гранди-да-Серра                | 55                   | 7-15            | Ежедневно, с 4:00 до 0:00 (в субботу до 01:00). |
| 11 Коралловая | Лус ↔ Эстудантис          | 16            | Феррас-ди-Васконселус, Пола, Сузану, Можи-дас-Крузис                                      | 75                   | 7-20            | Ежедневно, с 4:00 до 0:00 (в субботу до 01:00). |

### Линии проектируемые
| Линия           | Конечные станции                | Число станций | Главные направления                   | Время движения (мин) | Интервалы (мин) | Открытие   |
| --------------- | ------------------------------- | ------------- | ------------------------------------- | -------------------- | --------------- | ---------- |
| 14 Ониксовая    | Лус ↔ Международный аэропорт    | 3             | Аэропорт Гуарульюс                    | 25                   | 15              | 2012       |
| 10 Экспресс ABC | Лус ↔ Мауа                      | 5             | Санту-Андре, Сан-Каэтану-ду-Сул, Мауа | 45                   | 6               | Неизвестно |
| TAV Рио-SP      | Рио-де-Жанейро ↔ Лус ↔ Кампинас | 3             | Рио-де-Жанейро, Кампинас              | 105                  | -               | 2015       |

### Закрытые линии
| Линия                          | Конечные станции | Число станций | Главные направления                                                                              | Время в пути (мин) | Демонстрация                                                                                         |
| ------------------------------ | ---------------- | ------------- | ------------------------------------------------------------------------------------------------ | ------------------ | --- |
| Железная дорога Сантус-Жундиаи | Сантус ↔ Жундиаи | 33            | Сантус, Сан-Каэтану-ду-Сул, Санту-Андре, Каейрас, Кампу-Лимпу-Паулиста, Варзеа-Паулиста, Жундиаи | 90                 | Железная дорога Сан-Паулу (1867—1946), Железная дорога Сантус-Жундиаи (1946—1975), RFFSA (1975—1994) |